# Nevio Scala
Nevio Scala (né le 22 novembre 1947 à Lozzo Atestino, dans la province de Padoue, en Vénétie) est un footballeur italien, évoluant au poste de milieu de terrain, reconverti ensuite au poste d'entraîneur.

## Biographie

### Carrière de joueur
Formé au Milan AC, Nevio Scala est prêté de 1966  à 1967 à l'AS Rome. Il revient ensuite à Milan où il remporte lors de la saison 1967-1968 le Championnat d'Italie ainsi que la Coupe d'Europe des vainqueurs de coupe. Il ne figure pas sur la feuille de match lors de la victoire de Milan en finale de la Coupe des clubs champions européens 1968-1969. Toute la suite de sa carrière s'effectue en Italie ; il joue au Lanerossi Vicenza de 1969 à 1971, à la Fiorentina de 1971 à 1973, à l'Inter Milan de 1973 à 1975, puis il effectue un retour à l'AC Milan de 1975 à 1976. Scala évolue lors de ses dernières années de joueur à l'US Foggia (1976-1979), l'AC Monza (1979-1980) et l'US Adriese (1980-1981).
Il compte une sélection en équipe d'Italie espoirs de football, face à la Hongrie le 1er novembre 1969.

### Carrière d'entraîneur
Repéré à Reggina Calcio par les dirigeants de la Parmalat, il va donner une destinée européenne inattendue au Parme AC. Après avoir fait monter le club en serie A, il emmène Parme en finale de trois coupes d'Europe consécutives : 1993, 1994 et 1995. Il en gagne deux en battant notamment les rivaux turinois en finale de la coupe UEFA en 1995. Le Parme AC échoue cependant dans sa quête du Calcio et termine deuxième derrière la Juventus.
Très attaché au club parmesan, Nevio Scala en deviendra le président en 2015-2016, alors que le club était dans les pires difficultés.

## Palmarès

### En tant que joueur
Avec le Milan AC
- Vainqueur de la Coupe d'Europe des vainqueurs de coupe de football en 1968.
- Vainqueur du Championnat d'Italie de football en 1968.

### En tant qu'entraineur
Avec le Parme AC
- Vainqueur de la Coupe d'Europe des vainqueurs de coupe de football en 1993.
- Vainqueur de la Coupe UEFA en 1995.
- Vainqueur de la Supercoupe de l'UEFA en 1993.
- Vainqueur de la Coupe d'Italie de football en 1992.

Avec le Borussia Dortmund
- Vainqueur de la Coupe intercontinentale en 1997.

Avec le Chakhtar Donetsk
- Vainqueur du Championnat d'Ukraine de football en 2002.
- Vainqueur de la Coupe d'Ukraine de football en 2002.

Avec le Spartak Moscou
- Vainqueur de la Coupe de Russie de football en 2003.